# SN 1950J
SN 1950J – supernowa odkryta 20 kwietnia 1950 roku w galaktyce A151730+1946. W momencie odkrycia miała maksymalną jasność 20,30m.